# Gärdetjärnen, Västergötland
Gärdetjärnen är en sjö i Marks kommun i Västergötland och ingår i Rolfsåns huvudavrinningsområde.